# Capitão Harlock: Pirata do Espaço
Capitão Harlock: Pirata do Espaço (宇宙海賊キャプテンハーロック, Uchū Kaizoku Kyaputen Hārokku) é um filme japonês de anime CGI dirigido por Shinji Aramaki. O filme foi lançado nos cinemas japoneses em 7 de setembro de 2013, e no Brasil foi exibido através de streaming pela Netflix em 1 de agosto de 2014.

## Produção
Em 2010, a Toei Animation tinha anunciado que fez um piloto para uma refilmagem em computação gráfica, e apresentou o piloto na feira de exposição Tokyo International Anime Fair, no mesmo ano. No ano seguinte, foi apresentada uma prévia do filme no Festival de cinema de animação de Annecy. Este foi o segundo maior orçamento de produção da Toei Animation, equivalente a mais de 30 milhões de dólares. A história foi reconstruída pelo roteirista Harutoshi Fukui para refletir os temas da sociedade moderna, desde a mais recente tecnologia de produção de filmes da Toei para o cinema. Um teaser narrado em inglês foi lançado para promover o filme.  O filme foi exibido no 70º Festival de Veneza e também no 33º Festival Internacional de Cinema de Havaí. Apesar da resposta negativa dos críticos, o filme foi nomeado para o Prêmio da Academia Japonesa de Melhor Animação do Ano e ganhou o prêmio Lumière pela Melhor Longa-Metragem Internacional em 3D – na categoria Animação e o Prêmio de Artes Criativas em 3D, em 2014.

## Enredo
Num futuro distante, a Terra se torna um "Planeta Proibido" para os seres humanos espalhados no espaço. O planeta não tem recursos suficientes para acomodar toda a humanidade. O comandante da nave espacial Arcádia, o Capitão Harlock, é um pirata espacial que ama a liberdade. Condenado à morte, ele começa a viver escondido. Harlock escolheu enfrentar a Coalizão GAIA.
O jovem Yama, que é o irmão do almirante chefe das forças espaciais da Terra, é enviado à GAIA para se infiltrar no grupo, destruir a nave e matar Harlock. Yama não demorou muito para descobrir o objetivo de Harlock, que é implantar a 99ª, a bomba espaço-tempo para cortar as relações temporais do universo. Enquanto Arcádia está indo para a Terra, os terráqueos chamam as principais forças espaciais para destruírem a nave Arcádia. Foi então que Yama entra em contato com seu irmão para explicar que ele está convencido de que Harlock quer o bem da humanidade e decide não matá-lo. O almirante revela a seu irmão sobre o século passado, que o Capitão Harlock tinha destruído a Terra com a "matéria negra" (fornecida pela misteriosa Mîmé), tornando a Terra um planeta morto e estéril. E hoje Harlock busca reparar seu erro por acabar connosco na época.

## Elenco
- Shun Oguri como Capitão Harlock
- Haruma Miura como Yama
- Yû Aoi como Miime
- Arata Furuta como Yattaran
- Ayano Fukuda como Tori-san
- Toshiyuki Morikawa como Isola
- Maaya Sakamoto como Nami
- Miyuki Sawashiro como Kei
- Kiyoshi Kobayashi como Roujin
- Chikao Ōtsuka como Soukan

## Banda sonora
- Tema musical：One Ok Rock「Be the light」（A-Sketch）
- Canção de inserção：Tokiko Kato「愛はあなたの胸に (L'amour dans ton coeur)」（Universal Music LLC）

## Recepção
O filme recebeu críticas mistas. Em 29 de setembro de 2013, o filme arrecadou ¥437,326,416 na bilheteira japonesa. O filme é um dos maiores sucessos exibidos na Itália, arrecadando US$6.8 milhões em janeiro de 2014.
O filme foi reconhecido como o melhor filme internacional de animação na quinta anual Premiação de Artes Criativas em 3D realizada no Warner Bros. Studios em Los Angeles em 28 de janeiro de 2014. Foi nomeado para o Prêmio da Academia Japonesa de Melhor Animação do Ano no 37º Prêmio da Academia Japonesa.